# Карасец (Псковская область)
Карасец — деревня в Великолукском районе Псковской области России. Входит в состав сельского поселения «Лычёвская волость».
Расположена к востоку от озера Карасец (Большой Карасец), в 14 км к юго-востоку от центра города Великие Луки, южнее деревни Криплянка.

## Население
Численность населения по оценке на 2000 год составляла 2 жителя, на 2010 год — 1 житель.